# Palaquium vitilevuense
Palaquium vitilevuense là một loài thực vật có hoa trong họ Hồng xiêm. Loài này được Gilly ex Royen mô tả khoa học đầu tiên năm 1960.